# Missão Cruls

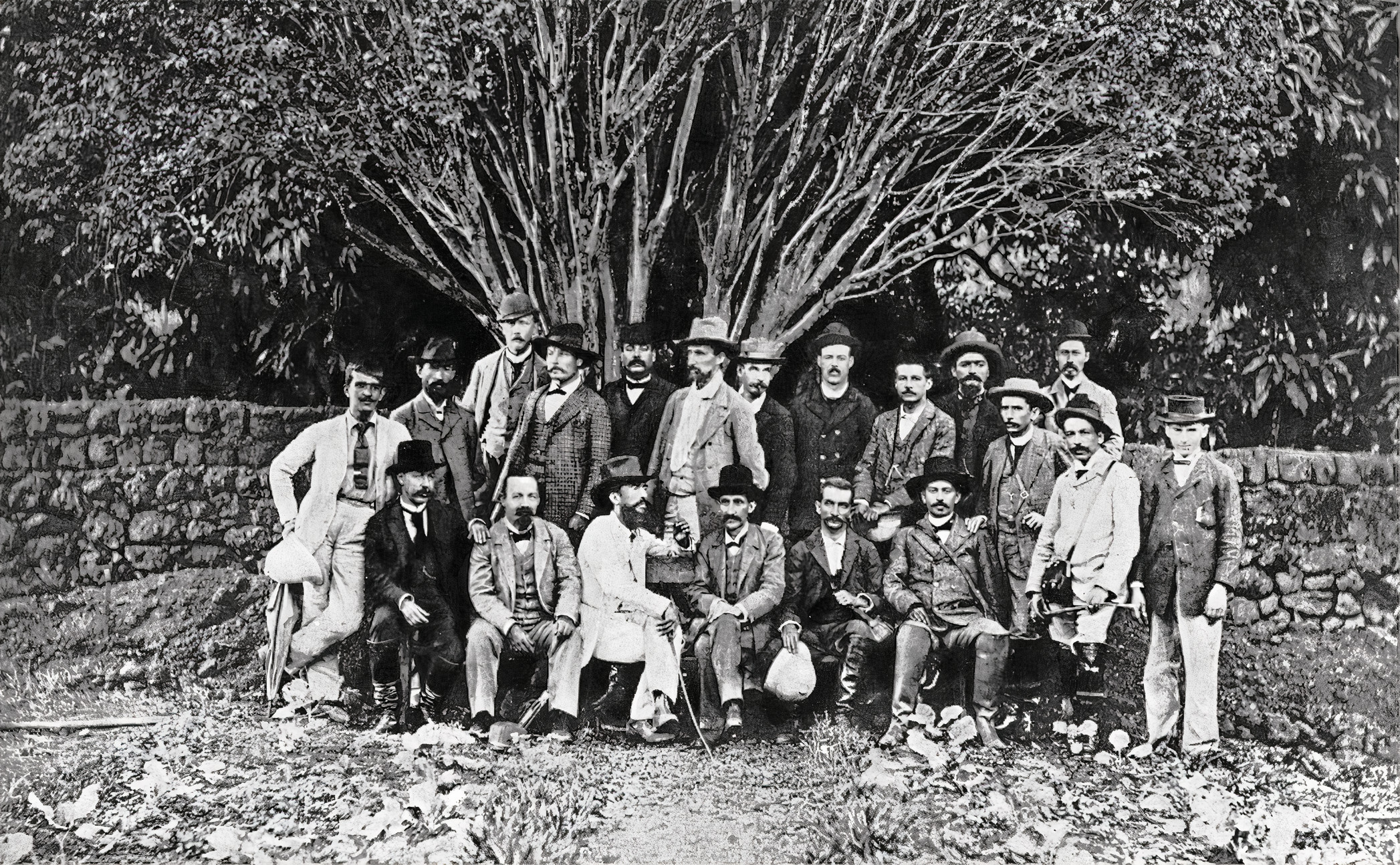
Membros da Comissão Exploradora do Planalto Central, em 1894

A Missão Cruls foram duas expedições realizadas por uma comissão exploradora responsável por avaliar o Planalto Central do Brasil. Iniciada em 1892, a missão tinha como objetivo descobrir um local adequado para abrigar a nova capital do país. Autorizada pelo Congresso e liderada pelo engenheiro belga Luís Cruls, de quem herdou o nome, foi composta por outros 21 membros. A ideia de transferir a capital nacional do Rio de Janeiro para a região central do Brasil foi prevista na Constituição de 1891.
A Primeira Missão Cruls findou-se após treze meses e, em 1894, seus membros publicaram um relatório parcial. No mesmo ano, o governo comandado pelo presidente Floriano Peixoto autorizou uma segunda expedição, cujo relatório foi publicado em 1896. Tais expedições produziram os primeiros levantamentos topográficos da região; a comissão publicou mapas e levantamentos dos rios, fauna e flora.
Um dos principais resultados dos trabalhos das expedições foi a demarcação do Quadrilátero Cruls. Este trabalho foi visto como fundamental para a escolha do local onde posteriormente a capital federal, Brasília, foi instalada.